# Бузим
Бузи́м — річка в Красноярському краї Росії, ліва притока Єнісею. Довжина - 124 км².
Протікає по території Ємеляновського та Сухобузимського районів. Назва походить від аринського «Бу-Зим» - Каламутна річка.
Початок бере в Кемчуцькій тайзі.

## Основні притоки
(відстань від гирла)
- 41 км — річка Мінжуль (пр)
- 53 км — річка Сухой Бузим (пр)
- 62 км — річка Шила (лв)
- 82 км — річка Міндерлінка (лв)